# El Tigre Verón
El Tigre Verón es una serie de televisión argentina coproducida por Pol-ka Producciones, Turner Broadcasting System, Canal 13 y Cablevisión, que fue transmitida por Canal 13 y por la cadena TNT. Fue protagonizada por Julio Chávez. Coprotagonizada por Marco Antonio Caponi, Andrea Pietra, Alejandra Flechner, Diego Cremonesi y Sofía Gala Castiglione. También, contó con las actuaciones especiales de Muriel Santa Ana y el primer actor Manuel Callau. Cuenta la historia de "El Tigre" Verón, un líder sindical del gremio de la carne.
El 4 de octubre de 2019, la serie se renovó para una segunda temporada, cuyas grabaciones iniciaron el 27 de enero de 2020. Luego de la interrupción de las grabaciones por la Pandemia COVID-19, la segunda temporada finalmente se estrenó el 17 de octubre de 2021 por Canal 13 y el 18 de octubre por Flow. Esta segunda temporada consta de 8 episodios.

## Sinopsis
El “Tigre” Verón, un experimentado líder sindical del gremio de la carne, deberá arriesgarlo todo cuando la tormenta perfecta, creada por sus adversarios, sus enemigos del mundo patronal y la misma justicia, se cierna sobre su destino y el de su familia.

## Elenco y personajes
- Julio Chávez como Miguel "El Tigre" Verón
- Andrea Pietra como Marina Paniguini
- Marco Antonio Caponi como Fabio "Fabito" Verón
- Sofía Gala Castiglione como Justina Verón
- Manuel Callau como Antonio "Chaqueño" Morán (Temporada 1)
- Muriel Santa Ana como Lorena Raimundi (Temporada 1)
- Alejandra Flechner como Fátima Ferrari (Temporada 1)
- Roberto Vallejos como Norberto "Satán" Rodríguez (Temporada 1)
- Ailín Salas como Estefanía Miranda
- Nicolás García como Cheti
- Marcelo Domínguez como Fernando "Corralero" Leal
- Mario Moscoso como Comisario Jiménez  (Temporada 1)
- Diego Cremonesi como Marcos "Tano" Di Cesare
- Esteban Masturini como "Juando" Verón (Temporada 1)
- Germán de Silva como Arturo "Pela" De Angellis
- Daniel de Vita como Jorge "Hacha" Moreira
- Pablo Ríos como Mucanga
- Pablo Cerri como Sandro Navarro (Temporada 1)
- Manuel Longueira como "Tripa" Delfino (Temporada 1)
- Federico Liss como Diego Bazterrica (Temporada 1)
- Nina Spinetta como Laura
- Jennifer Biancucci como Guadalupe (Temporada 1)
- Sergio Sánchez como "El Hueso" (Temporada 1)
- Matías Alarcón como "Cachincho" (Temporada 1)
- Claudio Severo como "Minorini" (Temporada 1)
- Carlos Bisagnino como Marini (Temporada 1)
- Bruno Pedicone como Walter Sánchez (Temporada 1)
- Luis Luque como Yoryi Alvarado (Temporada 2)
- Claudio Da Passano como Sergio (Temporada 2)
- Lautaro Delgado como "Bocha" Alvarado (Temporada 2)
- Gerardo Chendo como Mariano Rinaldi (Temporada 2)
- Juan Ignacio Machado como Roberto "Corcho" Rojas (Temporada 2)
- Pablo Mónaco como Rafael Bernal (Temporada 2)
- Carlos Issa como Roque (Temporada 2)

## Episodios
| N.º | Título              | Dirigido por  | Escrito por | Fecha de emisión original | Audiencia (millones) |
| --- | ------------------- | ------------- | ----------- | ------------------------- | -------------------- |
| 1   | «Encarnación»       | Daniel Barone | —           | 10 de julio de 2019       | 12.0                 |
| 2   | «Hijo e' Tigre»     | Daniel Barone | —           | 17 de julio de 2019       | 17.6                 |
| 3   | «El enfrentamiento» | Daniel Barone | —           | 24 de julio de 2019       | 14.3                 |
| 4   | «La Rata»           | Daniel Barone | —           | 31 de julio de 2019       | 26.5                 |
| 5   | «Desposte»          | Daniel Barone | —           | 7 de agosto de 2019       | 22.1                 |
| 6   | «El reloj»          | Daniel Barone | —           | 14 de agosto de 2019      | 11.5                 |
| 7   | «Duda»              | Daniel Barone | —           | 21 de agosto de 2019      | 7.9                  |
| 8   | «Paritarias»        | Daniel Barone | —           | 28 de agosto de 2019      | 23.6                 |
| 9   | «Tigre enjaluado»   | Daniel Barone | —           | 4 de septiembre de 2019   | 14.7                 |
| 10  | «La lista»          | Daniel Barone | —           | 11 de septiembre de 2019  | 13.3                 |
| 11  | «Escuchas»          | Daniel Barone | —           | 18 de septiembre de 2019  | 13.1                 |
| 12  | «El zarpazo final»  | Daniel Barone | —           | 25 de septiembre de 2019  | 29.9                 |